# Sunja
Sunja är en ort i Kroatien.   Den ligger i länet Moslavina, i den östra delen av landet, 70 km sydost om huvudstaden Zagreb. Sunja ligger 97 meter över havet och antalet invånare är 1 404.
Terrängen runt Sunja är platt. Runt Sunja är det mycket glesbefolkat, med 7 invånare per kvadratkilometer. Närmaste större samhälle är Sisak, 18,5 km nordväst om Sunja. Omgivningarna runt Sunja är en mosaik av jordbruksmark och naturlig växtlighet.